# Olen
Olen és un municipi belga de la província d'Anvers a la regió de Flandes. Està compost per les entitats d'Olen-Centrum (Sint-Martinus), Onze-Lieve-Vrouw-Olen (Achter-Olen) i Sint-Jozef-Olen. Limita al nord amb Kasterlee, a l'oest amb Herentals, a l'est amb Geel i al sud amb Westerlo.

## Evolució de la població

### Seglexix
| Any      | 1806  | 1816  | 1830  | 1846  | 1856  | 1866  | 1876  | 1880  | 1890  |
| -------- | ----- | ----- | ----- | ----- | ----- | ----- | ----- | ----- | ----- |
| Població | 1.177 | 1.270 | 1.573 | 1.844 | 2.035 | 2.039 | 2.030 | 2.001 | 2.128 |
|          |       |       |       |       |       |       |       |       |       |

### Segle XX (fins a 1976)
| Any      | 1900  | 1910  | 1920  | 1930  | 1947  | 1961  | 1970  | 1976  |  |
| -------- | ----- | ----- | ----- | ----- | ----- | ----- | ----- | ----- |  |
| Població | 2.319 | 2.630 | 3.077 | 4.367 | 5.538 | 7.123 | 8.138 | 8.675 |  |
|          |       |       |       |       |       |       |       |       |  |

### 1977 ençà
| Any       | 1977  | 1980  | 1985  | 1990   | 1995   | 2000   | 2005   | 2006   | 2007   | 2009   |
| --------- | ----- | ----- | ----- | ------ | ------ | ------ | ------ | ------ | ------ | ------ |
| Població  | 8.675 | 8.933 | 9.902 | 10.288 | 10.637 | 10.895 | 11.309 | 11.466 | 11.568 | 11.655 |
| Font: NIS |       |       |       |        |        |        |        |        |        |        |